# Yudai Tanaka (1995)
Yudai Tanaka (田中 雄大 Tanaka Yūdai?, Miyagi, 17 de noviembre de 1995) es un futbolista japonés que juega como guardameta en el Sanfrecce Hiroshima.

## Trayectoria

### Clubes
| Club                | País  | Año       |
| ------------------- | ----- | --------- |
| S. C. Sagamihara    | Japón | 2018-2019 |
| Blaublitz Akita     | Japón | 2020-2022 |
| Sanfrecce Hiroshima | Japón | 2023-     |

## Palmarés

### Títulos nacionales
| Título             | Club                | País  | Año  |
| ------------------ | ------------------- | ----- | ---- |
| Supercopa de Japón | Sanfrecce Hiroshima | Japón | 2025 |